# Tillämpad matematik

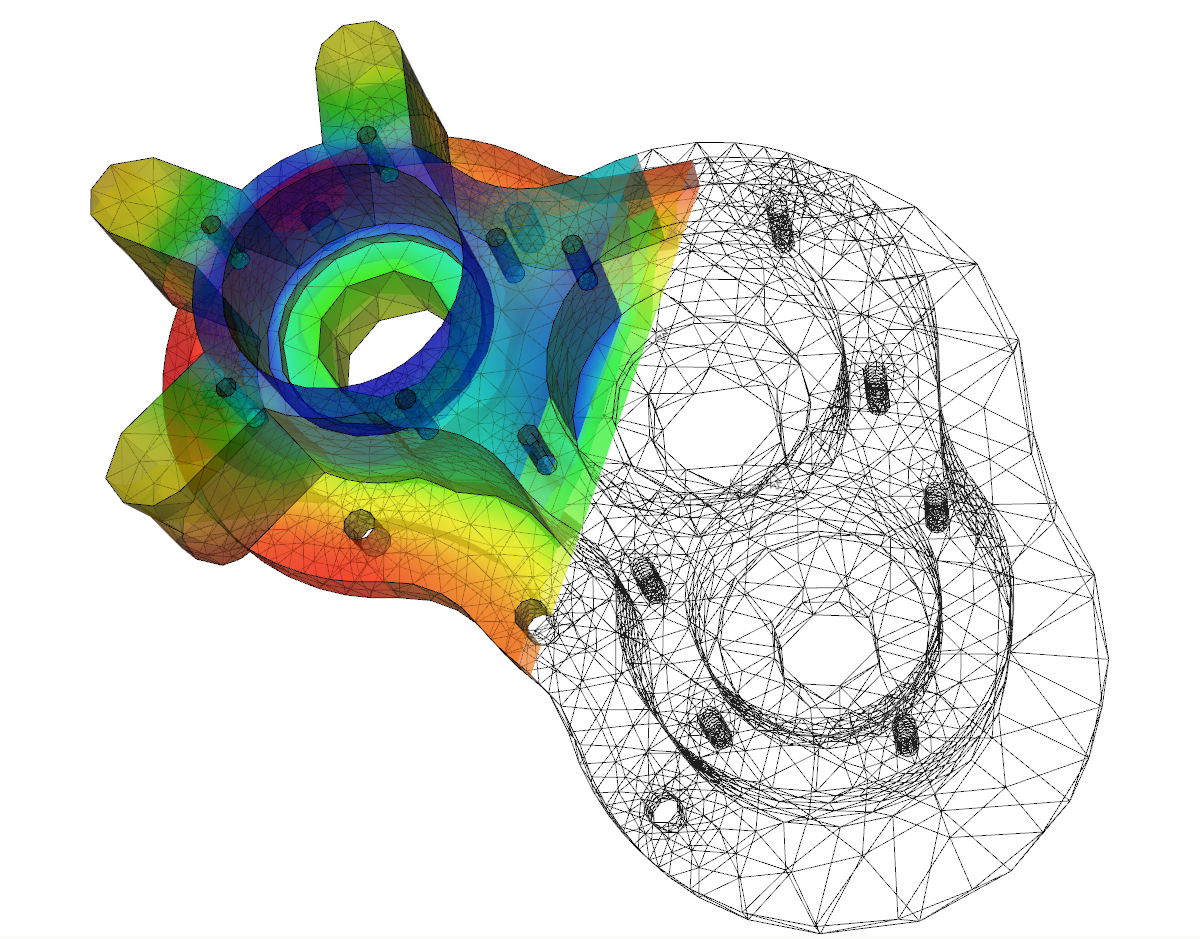
Värmeledningsekvationen kan lösas med hjälp av finita elementmetoden.

Tillämpad matematik är matematik som används för problemlösning.
Det kan dels syfta på de grenar av matematiken som mer kännetecknas av specialisering än teori (till exempel optimering och transformteori), dels på alla tänkbara tillämpningar av matematiskt vetande.